# Caliroa
|  | Dieser Artikel wurde aufgrund von formalen oder inhaltlichen Mängeln in der Qualitätssicherung Biologie im Abschnitt „Insekten“ zur Verbesserung eingetragen. Dies geschieht, um die Qualität der Biologie-Artikel auf ein akzeptables Niveau zu bringen. Bitte hilf mit, diesen Artikel zu verbessern! Artikel, die nicht signifikant verbessert werden, können gegebenenfalls gelöscht werden. Lies dazu auch die näheren Informationen in den Mindestanforderungen an Biologie-Artikel. Begründung: Besteht nur aus Artenliste. -- Olaf Studt (Diskussion) 23:26, 15. Mär. 2025 (CET) |

Die Arten der Gattung Caliroa sind Pflanzenwespen (Unterfamilie: Heterarthrinae, Tribus: Caliroini), deren Larven sich mit Schleim überziehen, um sich vor Fraßfeinden zu schützen. Sie fressen Pflanzenblätter und verpuppen sich im Boden. Manche Vertreter treten als bedeutende Pflanzenschädlinge auf.
Vier Vertreter sind in Europa heimisch:
- Kirschblattwespe (C. cerasi) – die häufigste Art, daneben die
- Kleine Lindenblattwespe (C. annulipes),
- C. carinata und
- C. varipes.

Weltweit kommen weitere Vertreter vor:
- Caliroa cinxia (Klug)
- Caliroa cothurnata (Serville)
- Caliroa crypta Heidemaa
- Caliroa dionae Smith und Moissan-De Serres[2]
- Caliroa distincta Smith
- Caliroa fasciata (Norton)
- Caliroa floridana Smith
- Caliroa hyalina Smith
- Caliroa labrata MacGillivray
- Caliroa liturata MacGillivray
- Caliroa lobata MacGillivray
- Caliroa lorata MacGillivray
- Caliroa lunata MacGillivray
- Caliroa nyssae Smith
- Caliroa obsoleta (Norton)
- Caliroa petiolata Smith
- Caliroa quercuscoccineae (Dyar)
- Caliroa tremulae Chevin